# ベンフルオレクス
ベンフルオレクス(Benfluorex)は、フェンフルラミンと関連する食欲減退薬及び脂質降下薬である。フランスの製薬会社であるセルヴィエ社が特許を保有し製造する。2つの臨床試験で、2型糖尿病の患者で血糖のコントロールやインスリン抵抗性を改善することが示されている。しかし、セルヴィエ社は、これが物質の医学的な特性と合わないことを知りながら販売したと疑われている。

## 市場からの撤退
2009年12月18日、欧州医薬品庁は、特に心臓弁膜症のリスクが便益を上回ることから、欧州連合内でベンフルオレクスを含有する全ての薬品を撤退させることを勧告した。その後Frachonらは、これらを投与された患者は対照群と比べ、説明のつかない心臓弁膜症の有病率がかなり高いことを示した。Weillらは100万人以上の糖尿病患者の調査から、これらを投与された患者は心臓弁膜症での入院率が高いことを示した。
フランスでは、セルヴィエ社はこの薬剤を経口血糖降下薬の補助薬としてMediator（メディアトール）の商標名で販売した。1976年から2009年まで市場で流通し、500-2000人の死の原因となったと考えられている。スペイン、ポルトガル、キプロスでも用いられた。
類似した薬品であるフェンフルラミンは、心臓弁膜症・肺高血圧・心臓線維症等との関連が報告され、1997年に市場から撤退している。これらの副作用は、代謝物であるノルフェンフルラミンが心臓弁の5-HT2B受容体に作用し、三尖弁での線維芽細胞の増殖後に特徴的なパターンの心不全が生じることが原因である。フェンフルラミンとベンフルオレクスはどちらも代謝物としてノルフェンフルラミンを生成する。この副作用のため、世界中で食欲減退薬として用いられていたフェンフルラミンは市場から撤退し、後にヨーロッパでベンフルオレクスも撤退した。
市中に流通していた約30年間の使用者数は約500万人に達するため、副作用による被害者数の把握は困難であり、死亡者数は約500人から2100人と幅のある推計がなされている。2021年3月29日、フランスの裁判所は、セルヴィエ社の元社長に執行猶予付きの禁錮4年、会社側に270万ユーロの罰金の支払いを命じた。